# 154e méridien ouest
En géographie, le 154e méridien ouest est le méridien joignant les points de la surface de la Terre dont la longitude est égale à 154° ouest. 

## Géographie

### Dimensions
Comme tous les autres méridiens, la longueur du 154e méridien correspond à une demi-circonférence terrestre, soit 20 003,932 km. Au niveau de l'équateur, il est distant du méridien de Greenwich de 17 143 km,.
Le 154e méridien ouest forme un grand cercle avec le 26e méridien est.

### Régions traversées
En commençant par le pôle Nord et descendant vers le sud au pôle Sud, Le 154e méridien ouest passe par:
| Coordonnées           | Pays, territoire ou mer | Notes                                                                                    |
| --------------------- | ----------------------- | ---------------------------------------------------------------------------------------- |
| 90° 00′ N, 154° 00′ O | Océan Arctique          |                                                                                          |
| 71° 45′ N, 154° 00′ O | Mer de Beaufort         |                                                                                          |
| 70° 50′ N, 154° 00′ O | États-Unis              | Alaska                                                                                   |
| 59° 21′ N, 154° 00′ O | Baie Kamishak           |                                                                                          |
| 59° 04′ N, 154° 00′ O | États-Unis              | Alaska                                                                                   |
| 58° 29′ N, 154° 00′ O | Détroit de Chelikhov    |                                                                                          |
| 57° 39′ N, 154° 00′ O | États-Unis              | Alaska — Île Kodiak                                                                      |
| 56° 44′ N, 154° 00′ O | Océan Pacifique         |                                                                                          |
| 56° 33′ N, 154° 00′ O | États-Unis              | Alaska — Île Sitkinak                                                                    |
| 56° 30′ N, 154° 00′ O | Océan Pacifique         | Passe juste à l'ouest de l'atoll Maupihaa, Polynésie française (à 16° 48′ S, 153° 59′ O) |
| 60° 00′ S, 154° 00′ O | Océan Austral           |                                                                                          |
| 77° 07′ S, 154° 00′ O | Antarctique             | Dépendance de Ross, Liste des territoires revendiqués par la Nouvelle-Zélande            |